# Bohemian Football Club
Il Bohemian Football Club (in gaelico: An Cumann Peile Bóithéimeach) - meglio conosciuto come Bohemians - è una società calcistica irlandese con sede nella città di Dublino.
La squadra milita in Premier Division, massima divisione del campionato irlandese di calcio. Lo stadio che ospita le partite casalinghe è il Dalymount Park nel distretto del Phibsboro. I colori sociali sono il rosso e il nero. Il soprannome del club è The Gypsies; inoltre è molto spesso utilizzato il diminutivo Bohs.
Il Bohemian rappresenta il terzo club più vincente della nazione (dietro a Shamrock Rovers e Dundalk), potendo vantare in bacheca 11 titoli nazionali, 7 coppe nazionali, 3 coppe di lega, 6 scudi di lega. A livello europeo, invece, il Bohemian può fregiarsi della migliore tradizione in assoluto: nessun club irlandese ha vinto più partite nelle competizioni UEFA per club. Oltre ad essere il club irlandese più vincente nelle competizioni europee (17 partite vinte), vanta anche il maggior numero di incontri disputati (73).
In aggiunta, il Bohemian rappresenta una delle società più antiche d'Europa ed in particolare la seconda più antica della Repubblica d'Irlanda, essendo stata fondata la sera di sabato 6 settembre 1890, da un gruppo di giovani studenti. L'unico club della League of Ireland ad essere stato fondato antecedentemente è l'Athlone Town, risalente al 1887.
Nel 1921 il Bohemian fu tra i membri fondatori della League of Ireland (campionato irlandese) e da allora ha sempre militato nella lega; ciò la rende l'unica squadra irlandese ad aver partecipato a tutte le edizioni del campionato disputate, sin dalla sua fondazione. Inoltre, dalla stagione 1985-1986 (cioè da quando è nato il secondo livello del campionato), il Bohemian ha sempre militato in prima divisione; di conseguenza, non è mai retrocesso in seconda serie.

## Storia
Il Bohemian Football Club fu fondato il 6 settembre 1890 da un gruppo di giovani studenti. Nei primi trent'anni della sua storia, il club militò nella Irish Football League (ossia l'attuale campionato nordirlandese) e più precisamente dal 1902 al 1911 e dal 1912 al 1920. In questo periodo il principale successo ottenuto fu la vittoria in Irish Cup del 1908 oltre a sei Leinster Senior Cup vinte consecutivamente dal 1894 al 1899. I risultati raccolti in campionato, invece, si rivelarono tutt'altro che lusinghieri.
Nel 1921 il Bohemian fu tra i membri fondatori della League of Ireland e dalla stagione 1921-1922 ha iniziato a competere nel campionato irlandese. Nella prima annata il Bohemian arrivò secondo (due punti dietro al St James's Gate), mentre il club vinse il primo titolo nazionale della sua storia nel 1924. Nel 1928 il club vinse il suo secondo titolo nazionale e completò il double vincendo la coppa nazionale. Il campionato venne poi vinto altre tre volte: nel 1930, nel 1934 e nel 1936; cinque edizioni vinte nelle prime quindici.
Il periodo di gloria del club si interruppe dopo la seconda guerra mondiale e il club inanellò una serie di negative posizioni in campionato che si protrassero per tutti gli anni 1940 e anni 1950. Un miglioramento si registrò nella metà degli anni 1960 quando il club ottenne due terzi posti ed una seconda posizione, ma ben prestò tornò nelle posizioni più basse della classifica. Gli scarsi risultati furono in parte causati dallo status dilettantistico della squadra, che non offriva un appeal sufficiente ad attirare i migliori giocatori, che preferivano militare nelle squadre con lo status semi-professionistico. Nel 1969 la squadra divenne finalmente semi-professionistica perdendo il suo precedente status di dilettante. Il primo calciatore a firmare un contratto semi-professionistico fu Tony O'Connell, che firmò l'11 marzo dello stesso anno.
La squadra risorse negli anni 1970: proprio 1970 è datata la vittoria in FAI Cup che interruppe un periodo di 34 anni senza trofei vinti. La vittoria in coppa nazionale ebbe come conseguenza la qualificazione alla Coppa delle Coppe 1970-1971, esordio assoluto del Bohemian nelle Coppe europee: questo debutto si rivelò però amaro, in quanto gli irlandesi uscirono già al turno preliminare contro i cechi del TJ Gottwaldov (risultato aggregato: 3-4). Qualche anno dopo il Bohemian ritrovò il successo anche in campionato (nel 1975 e nel 1978) a 39 anni di distanza dall'ultimo.
Gli anni 1980 furono privi di trofei vinti ma il club inanellò una serie di buoni risultati in campionato oltre a qualche partecipazione alle coppe europee; a tal proposito viene ricordato il successo del Bohemian sui Rangers del settembre 1984 (3-2), che rappresenta la prima vittoria del club rossonero in Coppa UEFA. Il digiuno di trofei si interruppe nel maggio 1992 quando i Bohs vinsero la FAI Cup al Lansdowne Road di fronte a 17.000 persone. Nel resto degli anni 1990 il club non vinse altri trofei, ma ottenne discreti risultati in campionato (tra cui tre secondi posti) e in coppa nazionale.
Gli anni 2000 si aprirono con una delle stagioni più gloriose della storia del club: il 2000-2001 vide infatti i Bohs trionfare sia in campionato che in coppa nazionale, centrando il double a 73 anni dall'ultimo. Inoltre, il Bohemian ottenne qualche risultato rilevante anche in Europa: nella Coppa UEFA 2000-2001 sconfisse il favorito Aberdeen nel turno preliminare; nel turno successivo gli irlandesi vennero eliminati dai tedeschi del Kaiserslautern ma riuscirono a cogliere una vittoria in trasferta al Fritz-Walter-Stadion (1-0). Nella stessa stagione la società ottenne lo status di fully professional, diventando cioè squadra professionistica. La stagione successiva i Bohs esordirono in UEFA Champions League: vennero eliminati al secondo turno preliminare dall'Halmstads, dopo aver eliminato il Levadia Tallinn al primo turno col risultato aggregato di 3-0. L'annata successiva (2002-2003) vide i rossoneri vincere il campionato per la nona volta. Nell'edizione 2003-2004 della Champions League, il Bohemian venne nuovamente eliminato nel secondo turno (dal Rosenborg) dopo aver eliminato il Bate Borisov nel primo turno. Dopo qualche anno senza trofei, nel 2007 venne scelto Pat Fenlon come nuovo allenatore: il Bohemian conquistò il titolo nazionale nel 2008 con un margine record di 19 punti e si ripeté nel 2009, centrando i primi due titoli consecutivi di tutta la sua storia. Nell'edizione 2009-2010 della Champions League, i Bohs sono andati vicini al passaggio del secondo turno preliminare contro gli austriaci del Red Bull Salisburgo: dopo un pareggio 1-1 in trasferta, il Salisburgo trovò il gol qualificazione all'87º minuto della gara di ritorno giocata al Dalymount Park.
Il 15 maggio 2010 il Bohemian ha vinto la sua prima Setanta Sports Cup battendo in finale il St Patrick's Athletic al Tallaght Stadium (1-0). Nell'edizione 2010-2011 della Champions League il Bohemian è stato eliminato al secondo turno preliminare dai gallesi del The New Saints: dopo la vittoria casalinga dell'andata (1-0), i rossoneri hanno subìto una pesante sconfitta in trasferta (0-4) nella sfida di ritorno, che il manager Fenlon ha etichettato come «vergognosa».

## Strutture

### Stadio
Lo stadio di casa è il Dalymount Park. La capacità originaria dell'impianto è di 12.200 persone; dopo la ristrutturazione del 1999, la capacità dello stadio è stata ridotta a 7.955 posti.
Esso ha una capienza considerevole in rapporto agli altri stadi irlandesi; in passato è stato uno degli impianti più importanti della nazione, avendo ospitato oltre 80 incontri della Nazionale.
Attualmente la media spettatori per le gare interne del Bohemian è di circa 2500 persone.

## Allenatori
Di seguito l'elenco degli allenatori del Bohemian da quando la carica è stata assegnata ad una singola persona ed a tempo pieno.
- 1964–1973: Seán Thomas
- 1973–1989: Billy Young
- 1990–1993: Eamonn Gregg
- 1993–1998: Turlough O'Connor
- 1998–1998: Joe McGrath
- 1998–2001: Roddy Collins
- 2001–2001: Pete Mahon
- 2001–2004: Stephen Kenny
- 2005–2006: Gareth Farrelly
- 2006–2007: Sean Connor
- 2007–2011: Pat Fenlon
- 2012–2013: Aaron Callaghan
- 2013: Owen Heary (interim)
- 2013: Bobby Browne
- 2014: Owen Heary
- 2014–: Keith Long

## Palmarès

### Competizioni nazionali
- Campionato irlandese: 11

1923-1924, 1927-1928, 1929-1930, 1933-1934, 1935-1936, 1974-1975, 1977-1978, 2000-2001, 2002-2003, 2008 , 2009
- Coppa d'Irlanda: 7

1927-1928, 1934-1935, 1969-1970, 1975-1976, 1991-1992, 2000-2001, 2008
- Coppa di Lega irlandese: 3

1974-1975, 1978-1979, 2009
- Scudo di Lega irlandese: 6

1923-1924, 1927-1928, 1928-1929, 1933-1934, 1938-1939, 1939-1940
- Coppa dell'Irlanda del Nord: 1

1908
- Inter-City Cup: 1

1945
- Top Four Cup: 1

1972

### Competizioni regionali
- Leinster Senior Cup: 32  (record)

1893–1894, 1894–1895, 1895–1896, 1896–1897, 1897–1898, 1898–1899, 1901–1902, 1902–1903, 1904–1905, 1906–1907, 1909–1910, 1910–1911, 1911–1912, 1914–1915, 1915–1916, 1925–1926, 1927–1928, 1939–1940, 1946–1947, 1965–1966, 1966–1967, 1972–1973, 1974–1975, 1975–1976, 1978–1979, 1979–1980, 1983–1984, 1985–1986, 1988–1989, 1992–1993, 1997–1998, 2015-2016, 2022-2023
- Dublin City Cup: 1

1935-1936

### Competizioni internazionali
- Setanta Sports Cup: 1

2009-2010

### Altri piazzamenti
- Campionato irlandese:

Secondo posto: 1924-1925, 1928-1929, 1966-1967, 1973-1974, 1976-1977, 1978-1979, 1983-1984, 1984-1985, 1992-1993, 1995-1996, 1996-1997, 2003, 2010, 2020
Terzo posto: 1922-1923, 1926-1927, 1930-1931, 1940-1941, 1964-1965, 1965-1966, 1971-1972, 1972-1973, 1981-1982, 1986-1987, 1987-1988, 1999-2000, 2004, 2019
- Coppa d'Irlanda:

Finalista: 1928-1929, 1944-1945, 1946-1947, 1981-1982, 1982-1983, 2000, 2002, 2021, 2023
Semifinalista: 1921-1922, 1923-1924, 1926-1927, 1930-1931, 1931-1932, 1932-1933, 1993-1994, 2007, 2010, 2011, 2018, 2019, 2024
- League of Ireland Cup:

Finalista: 1991-1992, 2004, 2007
Semifinalista: 2004, 2014, 2019
- Irish Cup:

Finalista: 1894-1895, 1899-1900, 1902-1903, 1908-1909, 1910-1911
- Tyler Cup:

Finalista: 1977-1978

## Statistiche e record

### Bilancio nelle competizioni europee
| Competizione                        | Giocate | Vittorie | Pareggi | Sconfitte | Gol fatti | Gol subìti |
| ----------------------------------- | ------- | -------- | ------- | --------- | --------- | ---------- |
| Coppa dei Campioni/Champions League | 18      | 4        | 4       | 10        | 13        | 29         |
| Coppa UEFA                          | 26      | 3        | 7       | 16        | 14        | 48         |
| Coppa delle Coppe                   | 8       | 2        | 2       | 4         | 6         | 13         |
| Coppa Intertoto                     | 10      | 4        | 0       | 6         | 15        | 20         |
| Totale                              | 62      | 13       | 13      | 36        | 48        | 110        |

### Statistiche di squadra
La migliore vittoria (campionato) del Bohemian si registrò per due volte col punteggio di 8-0. La prima volta contro l'Olympia nell'annata 1922-1923; la seconda volta contro l'Home Farm nell'annata 1977-1978. La peggiore sconfitta (campionato) venne incassata il 5 febbraio 1955 per mano dei rivali dello Shamrock Rovers (0-7). Il campionato concluso col maggior numero di punti conquistati è quello del 2008 nel quale, peraltro, si verificò un distacco record di 19 punti.
| Migliori vittorie - Campionato: 8-0 Olympia (18 novembre 1922) Home Farm (5 febbraio 1978) | Peggiori sconfitte - Campionato: 0-7 Shamrock Rovers (5 febbraio 1955) | Maggior numero di punti - Campionato: 85 (nel 2008, 33 partite) |

### Statistiche individuali
Il giocatore che ha fatto registrare il maggior numero di presenze con la maglia del Bohemian è Tommy Kelly, centrocampista attivo tra il 1965 e il 1982, disputando 575 partite con la squadra. Il miglior cannoniere è invece Turlough O'Connor, capace di segnare ben 192 reti per i Bohs. Il primatista di marcature relative al solo campionato è invece Glen Crowe, attivo principalmente negli anni 2000.
| Record di presenze (totali) Tommy Kelly - 575 | Record di gol (totali) Turlough O'Connor - 192 | Record di gol (campionato) Glen Crowe - 133 |

## Tifoseria e rivalità
I tifosi del Bohemian sono originari in grande maggioranza di Dublino, e prevalentemente della parte nord della città. Altri sostenitori della squadra si trovano però anche nel resto d'Irlanda.
Nel 2007 un certo numero di sostenitori del club hanno creato un gruppo ultras - denominato The Notorious Boo-Boys (NBB) - nell'intento di animare  l'atmosfera delle partite casalinghe.
La rivalità più accesa è quella con i concittadini dello Shamrock Rovers. Geograficamente, il Bohemian rappresenta il Northside (parte nord) di Dublino, mentre lo Shamrock Rovers rappresenta il Southside (parte sud) della città.. Queste due zone sono separate dal corso del fiume Liffey L'intensa rivalità tra rossoneri e biancoverdi ebbe origine negli anni 1970, dopo lo scioglimento del Drumcondra (precedente rivale dello Shamrock Rovers). Gli incontri tra le due squadre attirano solitamente un vasto seguito di pubblico e qualche volta sono stati teatro di tensioni tra minoranze delle due tifoserie. Per questi motivi è consistente la presenza di forze dell'ordine (Gardaí).

## Organico

### Rosa 2024
| N. |                       | Ruolo | Calciatore     |
| -- | --------------------- | ----- | -------------- |
| 1  | Irlanda (bandiera)    | P     | Dean Delany    |
| 2  | Irlanda (bandiera)    | D     | Derek Pender   |
| 3  | Irlanda (bandiera)    | D     | Jack Memery    |
| 4  | Capo Verde (bandiera) | D     | Roberto Lopes  |
| 5  | Irlanda (bandiera)    | C     | Dave Mulcahy   |
| 6  | Irlanda (bandiera)    | D     | Aidan Price    |
| 7  | Irlanda (bandiera)    | C     | Karl Moore     |
| 9  | Irlanda (bandiera)    | C     | Ryan McEvoy    |
| 10 | Irlanda (bandiera)    | A     | Jason Byrne    |
| 11 | Irlanda (bandiera)    | A     | Dinny Corcoran |
| 12 | Irlanda (bandiera)    | C     | Jake Hyland    |
| 13 | Irlanda (bandiera)    | C     | Eoin Wearen    |

| N. | | Ruolo | Calciatore           |
| -- | --- | ----- | -------------------- |
| 14 | Irlanda (bandiera)                                                                                        | C     | Patrick Kavanagh     |
| 15 | Irlanda (bandiera)                                                                                        | D     | Daniel Byrne         |
| 16 | Irlanda (bandiera)                                                                                        | C     | Kevin Devaney        |
| 17 | Irlanda (bandiera)                                                                                        | D     | Anthony Murphy       |
| 18 | Irlanda (bandiera)                                                                                        | D     | Adam Evans           |
| 19 | Irlanda (bandiera)                                                                                        | D     | Stephen Best         |
| 20 | Irlanda (bandiera)                                                                                        | C     | Keith Buckley        |
| 21 | Nuova Zelanda (bandiera)                                                                                  | A     | Alex Greive          |
| 22 | Irlanda (bandiera)                                                                                        | A     | Steven Beattie       |
| 24 | Irlanda (bandiera)                                                                                        | C     | Lee Whelan           |
| 19 | [[File:Template:Naz/Filippine/Venete\|class=noviewer\|Template:Naz/Filippine/Venete (bandiera)\|20x16px]] | A     | [[Toni Maccadanza ]] |